# Les Derniers Rois de Thulé
 (février 2024).
Si vous disposez d'ouvrages ou d'articles de référence ou si vous connaissez des sites web de qualité traitant du thème abordé ici, merci de compléter l'article en donnant les références utiles à sa vérifiabilité et en les liant à la section « Notes et références ».
 (février 2024).
- Si vous ne connaissez pas le sujet, laissez ce bandeau (vous pouvez alors contacter les auteurs).
- Si vous supprimez le contenu mis en cause (vous pouvez préalablement contacter les auteurs),

argumentez précisément cette suppression dans la page de discussion
(un manque de référence n'est pas un argument ; une recherche réelle de référence doit avoir été effectuée, être formellement documentée).
Les Derniers Rois de Thulé est un livre publié en 1955 par Jean Malaurie, géographe français, relatant sa mission dans le nord-ouest du Groenland entre l’été 1950 et l’été 1951, au cœur du territoire des derniers Esquimaux polaires, avec lesquels il va vivre en relation étroite. L’ouvrage, qui démontre un grand art du récit, est devenu une référence mondiale dans le domaine de la vulgarisation ethnographique. Traduit dans 23 langues, il connaîtra cinq éditions et sera vendu à plus d’un million d’exemplaires. Les Derniers Rois de Thulé sera le premier titre de la célèbre collection Terre humaine.

## La mission
Alors à peine âgé de 28 ans, le jeune géologue Jean Malaurie (né en 1922) réalise en 1950 et 1951, avec des moyens très limités et un soutien minimal du Centre national de la recherche scientifique (CNRS), une mission destinée à faire des relevés géomorphologiques dans le nord ouest du Groenland. Il a déjà participé à deux brèves missions des Expéditions polaires françaises au cours des étés 1948 et 1949 sur la côte ouest du Groenland (île de Disko, Skansen). Cette nouvelle mission en solitaire prévoit un hivernage au cours duquel sera préparé un raid audacieux, à la faveur de la dernière banquise praticable du printemps, pour gagner en traîneau à chiens le nord du Groenland (Terre de Washington) et l’île d'Ellesmere, et mener le programme scientifique prévu. 
Arrivé avec le bateau annuel à Thulé, chef-lieu du district nord-ouest du Groenland (137 habitants à l’époque), Jean Malaurie gagne à 150 km au nord le village de Siorapaluk, où, dans la nuit polaire, coupé du monde, il hiverne avec les 34 habitants du lieu. Il est peu à peu accepté puis adopté par le groupe, dont il apprend la langue, embrasse la culture matérielle (vêtements, nourriture, chauffage, techniques de chasse) et partage la vie de tous les jours, sans pour autant perdre son statut de « Quallunaat » (le Blanc, par opposition à l’Inut, l’homme esquimau). Il entreprend ses premiers pas d’ethnologue en dressant l’arbre généalogique de la tribu des Inughuits, les Esquimaux polaires, à l’époque forte de 302 membres, répartis sur un territoire très isolé et immense (300 km à vol d’oiseau du nord au sud), disséminés dans une dizaine de villages constitués d’iglous de terre et de tourbe. Il acquiert un traîneau et un pack de chiens, et apprend l’art complexe de les mener. 
Fin mars 1951, Jean Malaurie, Quaaqqutsiaq et Kutsikitsoq, les deux esquimaux choisis pour l’accompagner, et leurs femmes Natuk et Padloq, s’élancent avec leur trois traîneaux vers le nord-ouest, puis le nord du Groenland. Au cours d’un raid de 1 500 km, dans des conditions très dures de froid, de fatigue et, parfois, de découragement et d’anxiété, au cours desquelles le groupe sera souvent réduit à compter exclusivement sur la chasse au phoque pour se nourrir et nourrir les chiens, Malaurie mène sa mission. Dans des régions entièrement désertes, il procède à ses relevés topographiques et géomorphologiques le long de la Terre d’Inglefield, du glacier de Humboldt et de la Terre de Washington, puis, après une traversée audacieuse du détroit de Smith, achève ses observations au fjord Alexandra, sur l’île d'Ellesmere. Le groupe regagne sain et sauf Siorapaluk à la mi-mai 1951.

## Le livre
Les Derniers Rois de Thulé n’est ni un simple livre d’exploration, ni un ouvrage d’ethnographie aride. C’est un livre global, qui frappe par son ampleur et sa rigueur. Il saisit dans toutes ses dimensions un monde aujourd’hui disparu. 
Jean Malaurie a été salué pour son sens aigu du récit, passant sans cesse d’un thème à l’autre, amenant une masse énorme d’information, sans jamais lasser le lecteur, avec ses personnages extrêmement vivants et complexes qui, sous sa plume, animent ces pages. L’auteur lui même est très présent mais jamais envahissant, ne dissimulant ni ses agacements ou ses colères, ni son admiration, son empathie et même son amour pour ses compagnons, les Esquimaux polaires. Les relations de Malaurie avec les Inuit de Siorapaluk, ou des Inuit entre eux, dessinent un fascinant portrait psychologique de ce peuple encore primitif dans sa culture matérielle mais très complexe dans sa représentation du monde, comme tout groupe humain. Autour des personnages qui l’animent, tous individualisés par l’auteur, Les Derniers Rois de Thulé est un livre encyclopédique sur l’Arctique, la faune et la flore, les saisons, la glaciologie, la météorologie, les ressources dont disposent les hommes, leurs techniques et leur histoire dans cet environnement impitoyable. Au fil des chapitres, la culture matérielle et la pensée mystique des Esquimaux polaires, à l’époque presque inchangées depuis des siècles, sont décrites avec un luxe de détails, tant dans le texte que dans le corpus de notes. 
Mêlant présent et passé, Malaurie évoque aussi l'histoire des explorations polaires. Il détaille et analyse les expéditions passées par ces lieux, leurs relations avec les Esquimaux polaires, et leur sort parfois tragique. Enfin, c’est un livre de dénonciation du sort que le monde moderne réserve à ce peuple. Malaurie s’est en particulier élevé, dès les années 1950, contre la brutalité avec laquelle l’armée américaine, dans le cadre de la guerre froide, installa à Thulé une énorme base aérienne, et, en 1968, contre la chute d’un bombardier B52 dont les bombes nucléaires polluèrent gravement la région. Il traite aussi dans son ouvrage de la politique de l'administration danoise, bienveillante à l'égard des Esquimaux, mais pas toujours bien inspirée. 

## La postérité du livre
Avec Les Derniers Rois de Thulé, Jean Malaurie entame une carrière qui le fait passer progressivement de la science géographique à la science ethnographique. Devenu une sommité mondiale dans le domaine du monde arctique, professeur à l'École des hautes études en sciences sociales (EHESS), il publiera progressivement d'autres livres sur les problématiques du grand nord : Ultima Thulé (1990), L’appel du Nord (2001), L’allée des baleines (2003), Hummocks (2003).
Jean Malaurie réalisera à Thulé en 1969 un film pour la télévision, intitulé Les Derniers Rois de Thulé. Le film compte deux épisodes de 55 minutes.
Les Derniers Rois de Thulé est le premier ouvrage de la célèbre collection Terre humaine, créée et dirigée par Jean Malaurie lui-même chez Plon.